# Ext JS
Ext JS (pronunciato i-ex-t JS) è una libreria JavaScript per la costruzione di applicazioni web interattive, che utilizza tecnologie come AJAX, DHTML, e lo scripting DOM.
Originariamente costruito come un add-on alla libreria YUI (Yahoo! UI Library) da Jack Slocum, Ext include l'interoperabilità con jQuery e Prototype. A partire dalla versione 1.1, Ext non ha alcuna dipendenza da librerie esterne, rendendo il loro uso invece facoltativo.